# Gymnostachys
Gymnostachys é um género de plantas com flor pertencente à subfamília Gymnostachydoideae da família Araceae. A subfamília e o género são monotípicos, contendo apenas a espécie Gymnostachys anceps.

## Descrição
Gymnostachys é um género monotípico de plantas monocotiledóneas da família Araceae cuja única espécie conhecida é Gymnostachys anceps, conhecida na sua região de distribuição natural pelos nomes comuns de settler's twine ou boorgay. A espécie tem a sua distribuição natural restrita às florestas tropicais húmidas e às matas de eucaliptos mais húmidas do leste dos estados de New South Wales e Queensland, na Austrália.
O género Gymnostachys foi segregado para a sua própria subfamília, a subfamília Gymnostachydoideae, devido às suas características únicas, que incluem um escapo floral de estrutura pouco usual e folhas lineares com venação paralelinérvea.